# نيكول هاسلر
نيكول هاسلر (بالفرنسية: Nicole Hassler)‏ هي متزلجة فنية فرنسية، ولدت في 1 يونيو 1941 في شاموني في فرنسا، وتوفيت في 19 نوفمبر 1996.

## وصلات خارجية
- نيكول هاسلر على موقع اللجنة الأولمبية الدولية (الإنجليزية)
- نيكول هاسلر على موقع أوليمبيديا (الإنجليزية)